# スペチャ! SPACE SHOWER MUSIC CHART SHOW
スペチャ! SPACE SHOWER MUSIC CHART SHOWは2009年4月から2012年3月29日までスペースシャワーTVで放送されていた音楽番組である。

## 放送時間

### 現在の放送時間
2011年4月から
初回放送
- 毎週木曜日:19:00〜20:45

リピート放送（2011年10月から）
- 土:18:00〜
- 日:25:00〜
- 月:23:00〜

### 過去の放送時間
2009年4月から2010年3月まで
生放送
- 毎週土曜日:19:00〜

リピート放送
- 土:25:00〜
- 日:10:00〜

2010年4月から2011年3月まで
生放送
- 毎週木曜日:19:00〜21:00

リピート放送
- 木:24:00〜
- 土:19:00〜
- 日:10:00〜
- 月:21:00〜

## 出演者

### 現在のVJ
- ぺっちゃん（(パペット人形、2009年3月〜)
- ちゃー坊（パペット人形、2012年2月〜)

### コーナーVJ
- 鹿野淳(2010年4月〜)
  - コミューン from KDDIデザイニングスタジオ担当。

### 過去の出演者
- 徳光正行（2009年4月 - 2010年3月）
- 臼田あさ美（2009年3月〜2012年1月)

## 現在放送中のコーナー
- SPACE SHOWER TV ORIGINAL CHART TOP50の発表

50位-31位、30位-21位、20位-11位、10位-4位、トップ3と番組内で随時発表。
それぞれのランキングが発表された後にPICKUPとして注目曲のPVを放送。
- ゲストコーナー

毎週2組程度のアーティストが登場
以前は生放送で行われていたため、ゲストも生出演で登場していたが、Perfumeなどのように、稀にゲストアーティストが多忙のため収録の場合もあった。臼田降板後は収録での登場が主となった。
- コミューン from KDDIデザイニングスタジオ（2010年4月～）

KDDIデザイニングスタジオで毎月1組のアーティストを迎え公開収録される
コーナー自体はMUSIC UPDATE 木曜日から継続。
- アナチョ!（2011年4月～）

## 過去に放送されていたコーナー
- ぺっちゃんテーマソングプロジェクト
- ぺっちゃんのWEAVERと一緒（2010年1月 - 2010年3月）
- スペチャ!ファミリー（2009年4月 - 2010年3月）

アーティストからのメッセージコメントVTRを放送
- スペニュー（2009年4月 - 2010年3月）

1週間におきた音楽ニュースを紹介。現在、音楽ニュースはスペシャエリアで放送されている。
- SISTER JETの野音へ来い！（2010年5月 - 6月）
- ぺっちゃんのB級音楽ニュース
- TOP3大予想

上位3曲のアーティスト名と曲名を予想し、正解者の中から1人にTSUTAYAオンラインカードと1万円がプレゼントされる。（かつては音楽ギフト券であった）
正解者が出なかった場合は次週へキャリーオーバーとなる。（無制限）
- THE BAWDIES A GO-GO!!(2010年5月 - 2011年3月)

2011年4月から15分番組として放送されている。